# Blain
Blain (bretonsko Blaen) je naselje in občina v francoskem departmaju Loire-Atlantique regije Loire. Leta 2012 je naselje imelo 9.491 prebivalcev.

## Geografija
Kraj leži v pokrajini Bretaniji ob vodnem kanalu Nantes-Brest, 40 km severno od Nantesa.

## Uprava
Blain je sedež istoimenskega kantona, v katerega so poleg njegove vključene še občine Bouée, Bouvron, Campbon, La Chapelle-Launay, Cordemais, Le Gâvre, Lavau-sur-Loire, Malville, Prinquiau, Quilly, Saint-Étienne-de-Montluc, Savenay in Le Temple-de-Bretagne s 50.054 prebivalci (v letu 2012)
Kanton Blain je razdeljen na okrožja Châteaubriant (3 občine), Nantes (3 občine) in Saint-Nazaire (8 občin).

## Zanimivosti
- srednjeveška trdnjava Château de Blain (château de la Groulais) iz 13. do 16. stoletja, francoski zgodovinski spomenik od leta 1977,
- kapela sv. Roka iz sredine 15. stoletja,
- kapela Pont-Piétin,
- gozd forêt de la Groulaie,
- cerkev sv. Lovrenca,
- pristan z obrežjem ob vodnem kanalu Nantes-Brest.

## Pobratena mesta
- Alcoutim (Portugalska),
- Rebrișoara (Transilvanija, Romunija),
- Royal Wootton Bassett (Anglija, Združeno kraljestvo).